# Louailles
Louailles ist eine französische Gemeinde mit 703 Einwohnern (Stand 1. Januar 2022) im Département Sarthe in der Region Pays de la Loire. Sie gehört zum Arrondissement La Flèche und zum Kanton Sablé-sur-Sarthe. Die Bewohner werden Louaillains und Louaillaines genannt.

## Geographie
Louailles liegt etwa 41 Kilometer südwestlich von Le Mans in der historischen Provinz Maine. Der Ruisseau de la Fontaine sans Fond bildet die natürliche Grenze zu den Nachbargemeinden Vion und Parcé-sur-Sarthe. Außerdem entspringt das Flüsschen Ruisseau de la Fontaine de la Joyère im Gemeindegebiet. An der südlichen Gemeindegrenze verläuft die Voutonne. Nachbargemeinden von Louailles sind Vion im Nordwesten, Parcé-sur-Sarthe im Norden, Le Bailleul im Osten, La Chapelle-d’Aligné im Süden sowie Précignéim Südwesten und Westen.

## Bevölkerungsentwicklung

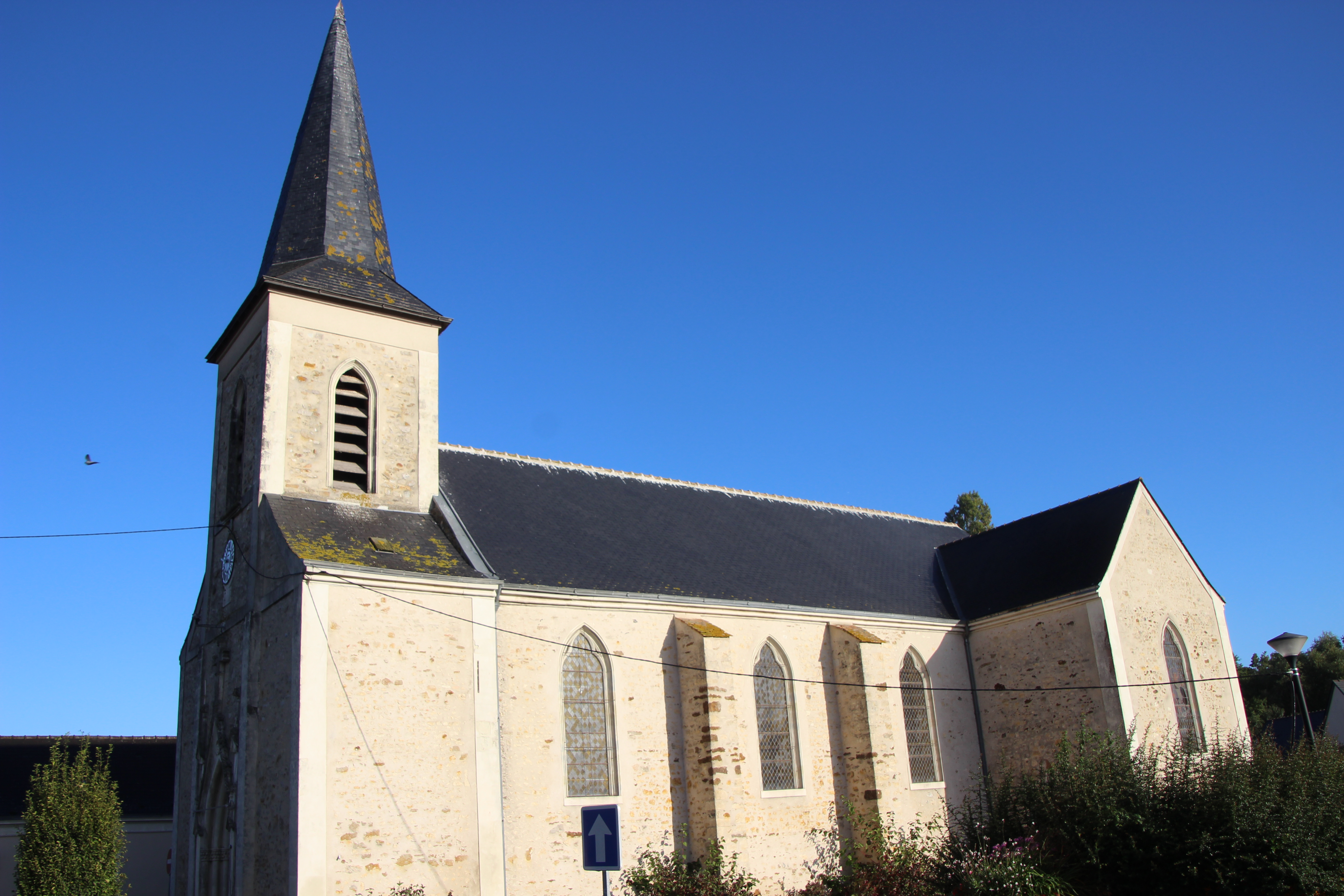
Pfarrkirche Saint-Denis

| Jahr      | 1962 | 1968 | 1975 | 1982 | 1990 | 1999 | 2009 | 2020 |
| Einwohner | 320  | 302  | 283  | 335  | 368  | 484  | 771  | 714  |

## Sehenswürdigkeiten
- Einschiffige Pfarrkirche Saint-Denis, zwischen 1845 und 1849 erbaut. Zu ihrer Ausstattung gehören zahlreiche Objekte, die in der Base Palissy gelistet sind.